# Orgullo de Londres
El Orgullo de Londres es un festival y desfile anual del orgullo LGBT que se celebra cada verano en Londres, Inglaterra. El evento, que anteriormente estaba a cargo de Pride London, a veces se conoce como London Pride.
El Orgullo de Londres celebra la diversidad de las comunidades LGBTQ (lesbianas, gays, bisexuales, transgénero, queer) con el colorido Desfile del Orgullo de Londres, así como los eventos festivos gratuitos que tienen lugar en Trafalgar Square. Este evento reúne a miles de personas de todos los géneros, etnias, sexualidades, y también a muchas personas de diferentes razas.
Es uno de los más antiguos del país y atrae aproximadamente a 1,5 millones de visitantes a la ciudad. Los eventos y la ubicación del festival dentro de Londres varían cada año, sin embargo, el desfile del Orgullo es el único evento anual que cierra la icónica Oxford Street de Londres. El Desfile del Orgullo Gay de 2015 por las calles de Londres atrajo a 1 millón de personas, lo que lo convierte en el séptimo evento gay más grande del mundo y el Desfile del Orgullo Gay y evento gay más grande jamás realizado en el Reino Unido, y el Orgullo de 2019 atrajo a más de 1,5 millones de personas, lo que lo convierte en el orgullo más grande del Reino Unido.

## Historia

Marcha del Orgullo Gay en Cockspur Street, 1974.

El Orgullo de Londres ha sido organizado por varias organizaciones desde la primera manifestación del Orgullo Gay oficial del Reino Unido que se llevó a cabo en Londres el 1 de julio de 1972 (elegido como el sábado más cercano al aniversario de los disturbios de Stonewall de 1969) con aproximadamente 2000 participantes. Las primeras marchas tuvieron lugar en noviembre de 1970 con 150 hombres caminando por Highbury Fields en el norte de Londres.
En 1981, la marcha y mitin habituales del Orgullo no se llevaron a cabo en Londres, sino que se trasladaron a Huddersfield como un acto de solidaridad con la comunidad gay de Yorkshire que afirmaba que la policía de West Yorkshire los estaba acosando al asaltar repetidamente el Gemini Club, un club nocturno importante en el Norte de Inglaterra en ese momento.
En 1985, representantes de grupos mineros se unieron al grupo Lesbians and Gays Support the Miners (LGSM) en la marcha. Esto fue en reconocimiento al apoyo brindado por LGSM a los mineros en huelga.
La controversia de la Sección 28 de 1988 hizo que aumentara el número de personas en la marcha de protesta.
Desde 1983, la marcha se llamó "Orgullo lésbico y gay" y en la década de 1990 se había convertido más en un evento de carnaval, con grandes reuniones en el parque y una feria después de las marchas. Para 1996, luego de una votación de los miembros de Pride Trust, el evento pasó a llamarse "Orgullo de lesbianas, gays, bisexuales y transexuales" ("Lesbian, Gay, Bisexual and Transgender Pride") y se convirtió en el festival de música gratuito más grande de Europa.
En 1992, Londres fue seleccionada para celebrar el primer Europride con una asistencia de 100.000 personas; Londres volvió a celebrar el Europride en 2006 con unos 600.000 participantes.
En 1998, Pride Trust se declaró insolvente y no se organizó ningún evento ese año. Algunos creían que la decisión de convertirlo en un evento de solo boleto jugó un papel en el hecho de que el evento de 1998 no se llevó a cabo.
Durante los años siguientes, otra organización comercial realizó lo que llamó «London Mardi Gras» antes de no pagar su factura por el uso de Hyde Park y no pudo realizar más eventos sin saldar esa deuda.

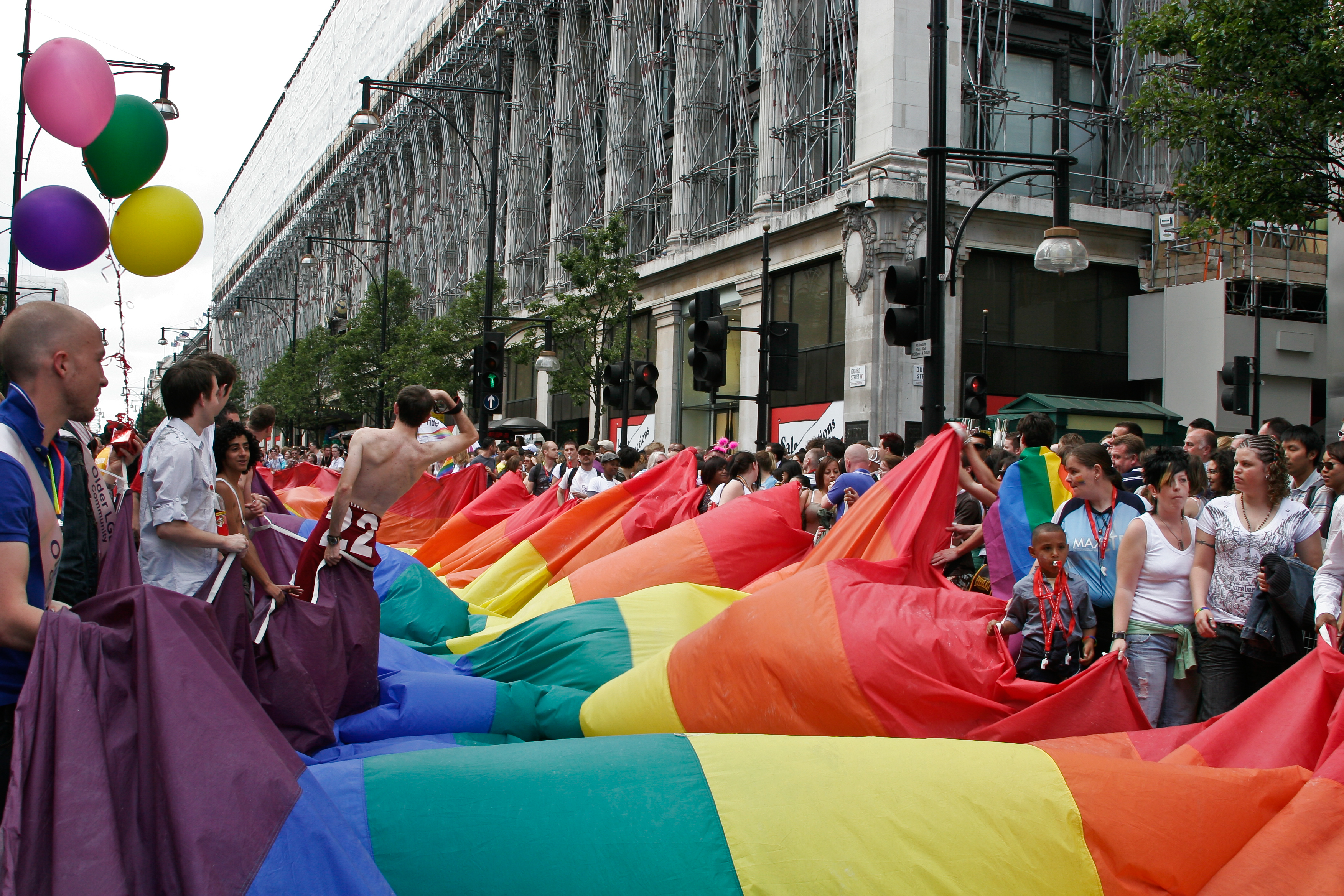
Marcha del Orgullo de Londres de 2008.

«Pride London» se formó en 2004 y desde entonces se ha celebrado un mitin político en Trafalgar Square justo después del desfile y, más recientemente, Pride London ha organizado varios otros eventos en el centro de Londres el Día del Orgullo, incluido el festival de música «Big Gay Out» en Finsbury Park en 2004, y en 2006 «Drag Idol» en Leicester Square, un escenario femenino en Soho y una fiesta en Soho Square. En 2004 se le otorgó el estatus de organización benéfica registrada.
El evento de 2012 fue WorldPride, aunque este iba a ser el último evento organizado por Pride London.

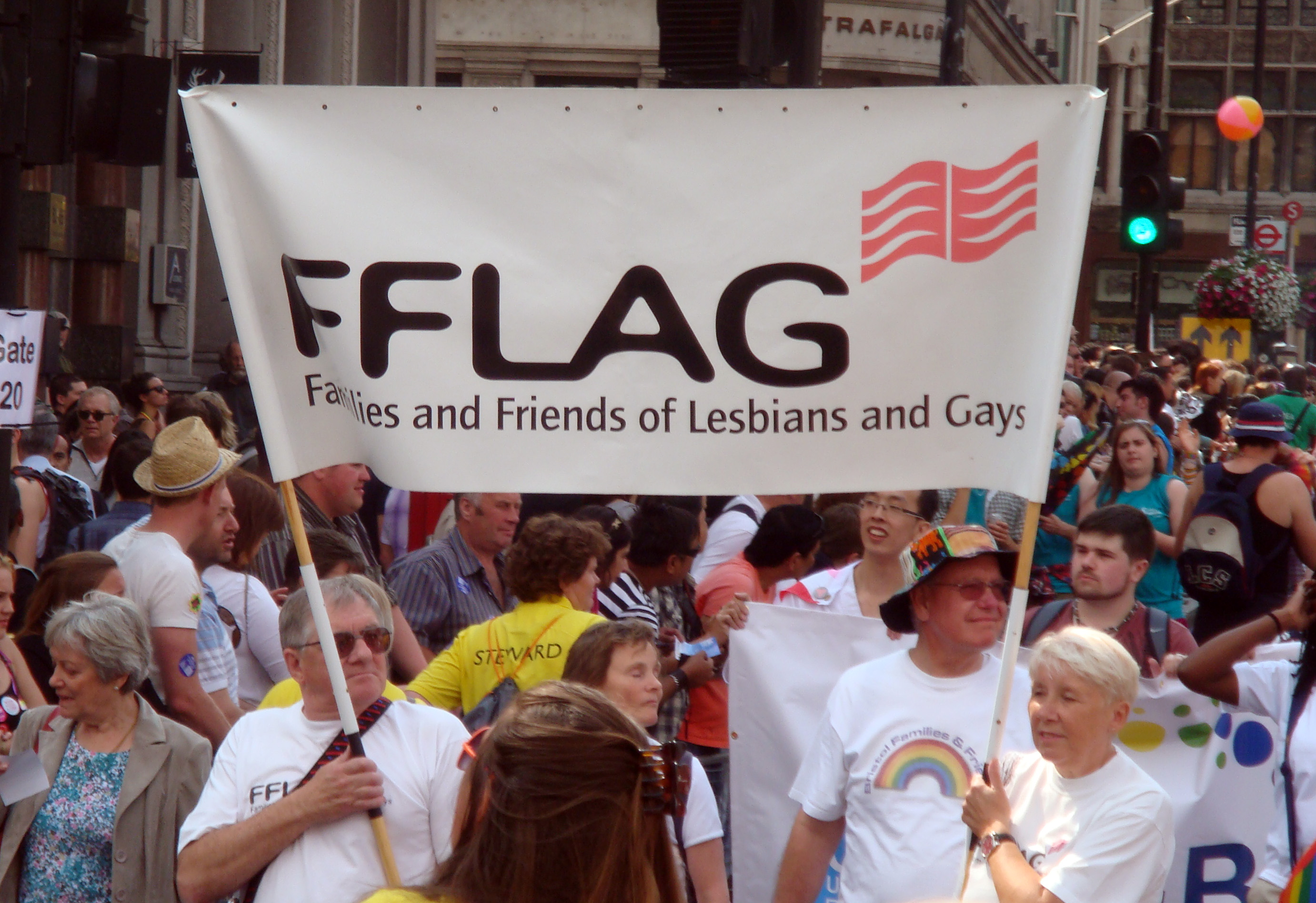
Families and Friends of Lesbians and Gays formando parte de la Marcha del Orgullo de 2011.

A fines de 2012, un grupo de personas de la comunidad LGBTQ formó «London LGBT+ Community Pride», una empresa registrada de interés comunitario, y la empresa organizó el festival y desfile del Orgullo de Londres en 2013. La organización ha obtenido un contrato para organizar el Orgullo en Londres durante cinco años por parte de la Autoridad del Gran Londres, junto con una financiación de 500.000 libras esterlinas durante cinco años.
La primera Conferencia Internacional Asexual se llevó a cabo en el World Pride 2012 en Londres.

## Pride London
De 2004 a 2012, Pride London fue la organización benéfica que organizó y apoyó el funcionamiento de las celebraciones anuales del orgullo en Londres.

### World Pride Londres 2012
En una conferencia de octubre de 2008 en Vancouver, InterPride aceptó una oferta de Pride London para albergar el WorldPride 2012. Esto fue para coincidir con los Juegos Olímpicos y Paralímpicos de Londres y durante las celebraciones anticipadas de un año Jubileo de Diamante de la reina Isabel II. Pride London planeó un desfile con carrozas, una gran área de actuación en Trafalgar Square con fiestas callejeras en Golden Square y Soho.
Sin embargo, un patrocinador principal retiró el apoyo, lo que provocó que la organización benéfica no pudiera recaudar los fondos necesarios. En consecuencia, se cortaron todos los espectáculos y escenarios, y se retiraron las solicitudes de licencia para fiestas callejeras en el Soho. En cambio, los planes del evento incluían un Paseo del Orgullo (sin carrozas ni vehículos) y un mitin reducido en Trafalgar Square. El 5 de julio, la Policía Metropolitana emitió un aviso de regulaciones de licencias a todos los lugares en Soho, recordándoles que Pride London ahora no tiene licencia para eventos callejeros en el área de Soho y, por lo tanto, los lugares deben tratar WorldPride como "cualquier día normal".
Esto llevó al cierre de la organización benéfica Pride London en los días posteriores al evento de 2012. Su sucesor, London LGBT+ Community Pride, se formó en octubre de 2012.[cita requerida]

### Controversias
Las organizaciones empresariales que organizan el London Pride han sido objeto de críticas por parte de los socialistas dentro de la comunidad LGBT. Por ejemplo, Hannah Dee argumenta que ha llegado "al punto en que el Orgullo de Londres, una vez que una manifestación militante en conmemoración de los disturbios de Stonewall, se ha convertido en un evento patrocinado por corporaciones muy alejado de cualquier desafío a las injusticias en curso que nosotros [la comunidad LGBT] afrontamos".